# Ермолово (Угличский район)
Ермолово — деревня в Угличском районе Ярославской области России, входит в состав Слободского сельского поселения.

## География
Расположена на берегу реки Улейма в 7 км на юго-восток от Углича.

## История
В конце XIX — начале XX деревня являлась центром Ермоловской волости Угличского уезда Ярославской губернии. 
С 1929 года деревня входило в состав Высоковского сельсовета Угличского района, в 1980-х годах — в составе Слободского сельсовета (сельского округа), с 2005 года — в составе Слободского сельского поселения.

## Население
| 1859 | 1914 | 2007 | 2010 |
| ---- | ---- | ---- | ---- |
| 157  | ↗196 | ↘4   | ↗9   |